# ゴシキヒワ
ゴシキヒワ（五色鶸、学名：Carduelis carduelis）は、スズメ目アトリ科に分類される鳥類の一種。

## 分布

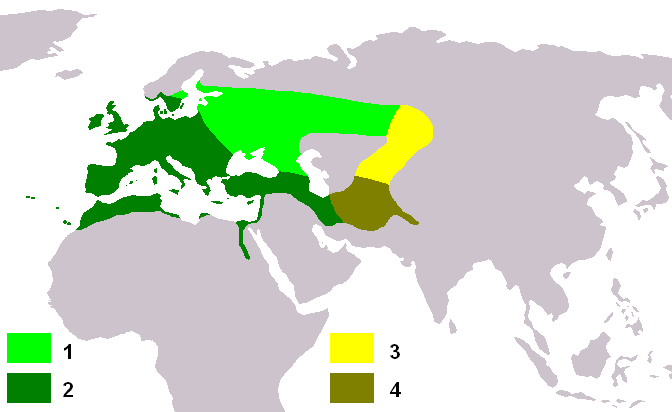
Carduelis carduelis carduelis 1 夏鳥 2 留鳥
Carduelis carduelis caniceps 3 夏鳥 4 留鳥

ヨーロッパ、北アフリカ及び中央アジアの平野または低山林帯に分布する。主に天候の温和な大陸西側に産し、大陸中央部の寒地に産する個体は冬季渡りをする。ただし天候が不順なときは西側の個体も局所的に渡りをする。
オーストラリア南東部とニュージーランドではかご抜けした個体が現地に帰化しており、そのほかにも世界各地で人為移入されている。
日本では時おり迷鳥として記録されている(山形県飛島、石川県舳倉島等)が、後述するように愛玩鳥として海外から輸入されているため、かご抜けした鳥を記録した可能性もある。

## 形態

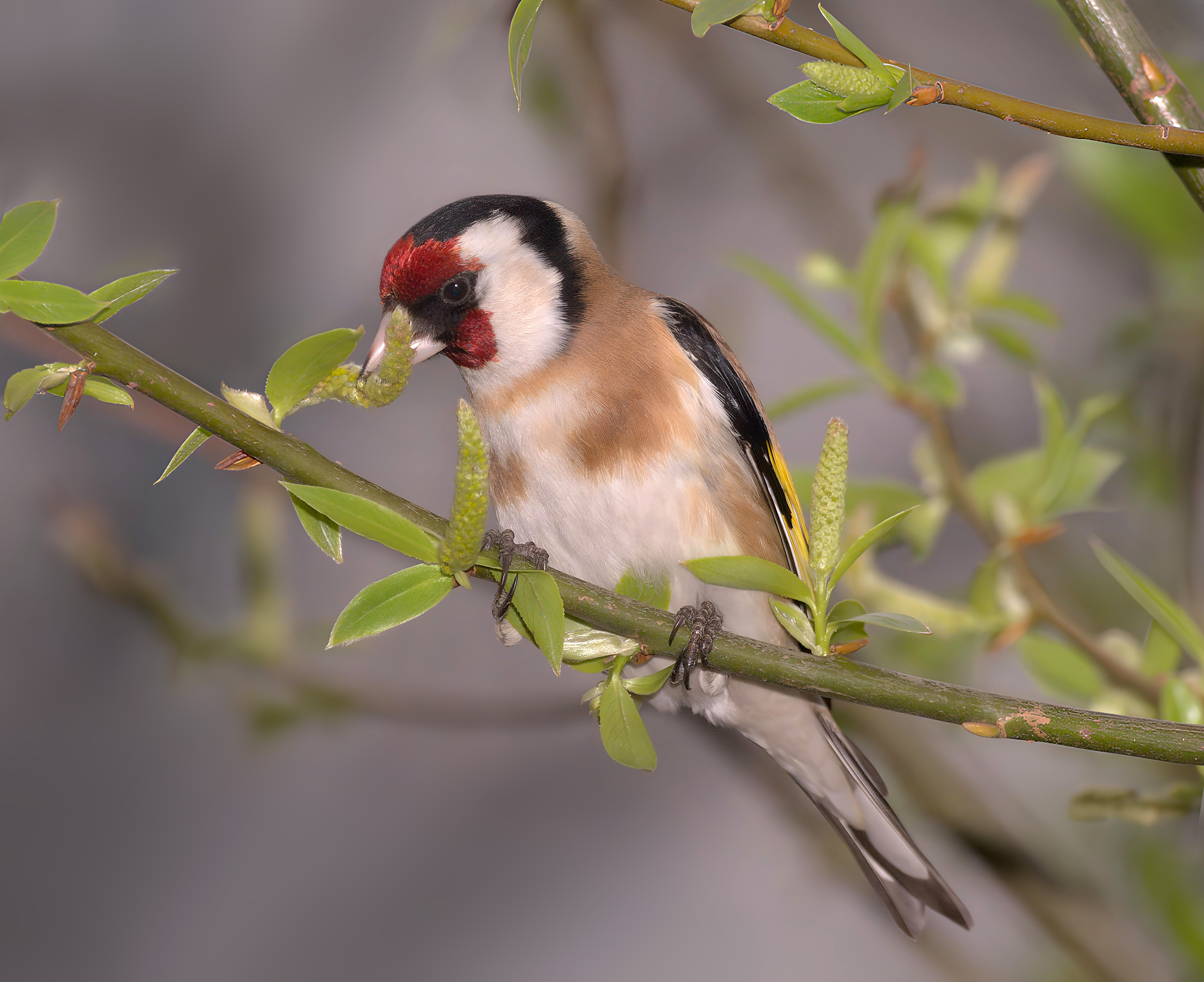
Carduelis carduelis

平均すると体長12-13 cm、翼長21-25 cm、体重14-19グラムである。性的二形がさほど顕著でないため、一見では雌雄の見分けが付かない。顔面が赤黒く、頭部の他の部分は黒と白で彩られる。背面は赤茶、腹面は白だが脇腹と胸に淡黄色の斑が入る。翼は黒と黄色。接近して観察するとオスの方が顔を仮面のように覆う暗赤色の紋が大きいことがわかる。メスはこの赤い部分が目にまで達さない。クチバシの色はアイボリーで、長くて先が尖っており、尾は二股に分かれる。

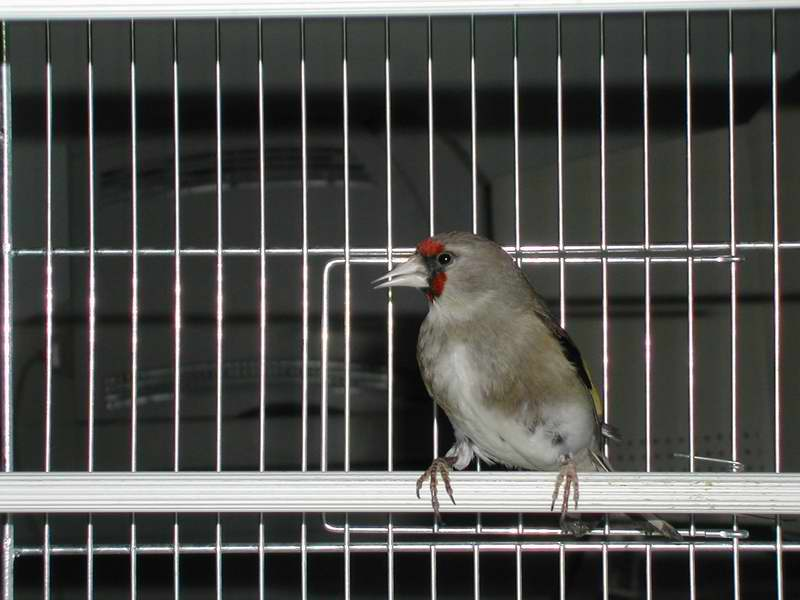
caniceps亜種のメス

クチバシが白くて先端が灰色がかったり、黒くなっているのはその年に生まれた個体である。幼鳥は頭部が無地で、背面の灰色が成鳥より濃くなりまるで別種に見えるが、翼の黄色い縞模様が同じなので間違えることがない。
中央アジア産の亜種 C. c. caniceps の頭部はヨーロッパ及び西アジア産の基亜種に見られる黒と白の模様が見られず、顔面の赤紋を除き灰色一色になる。

## 生態

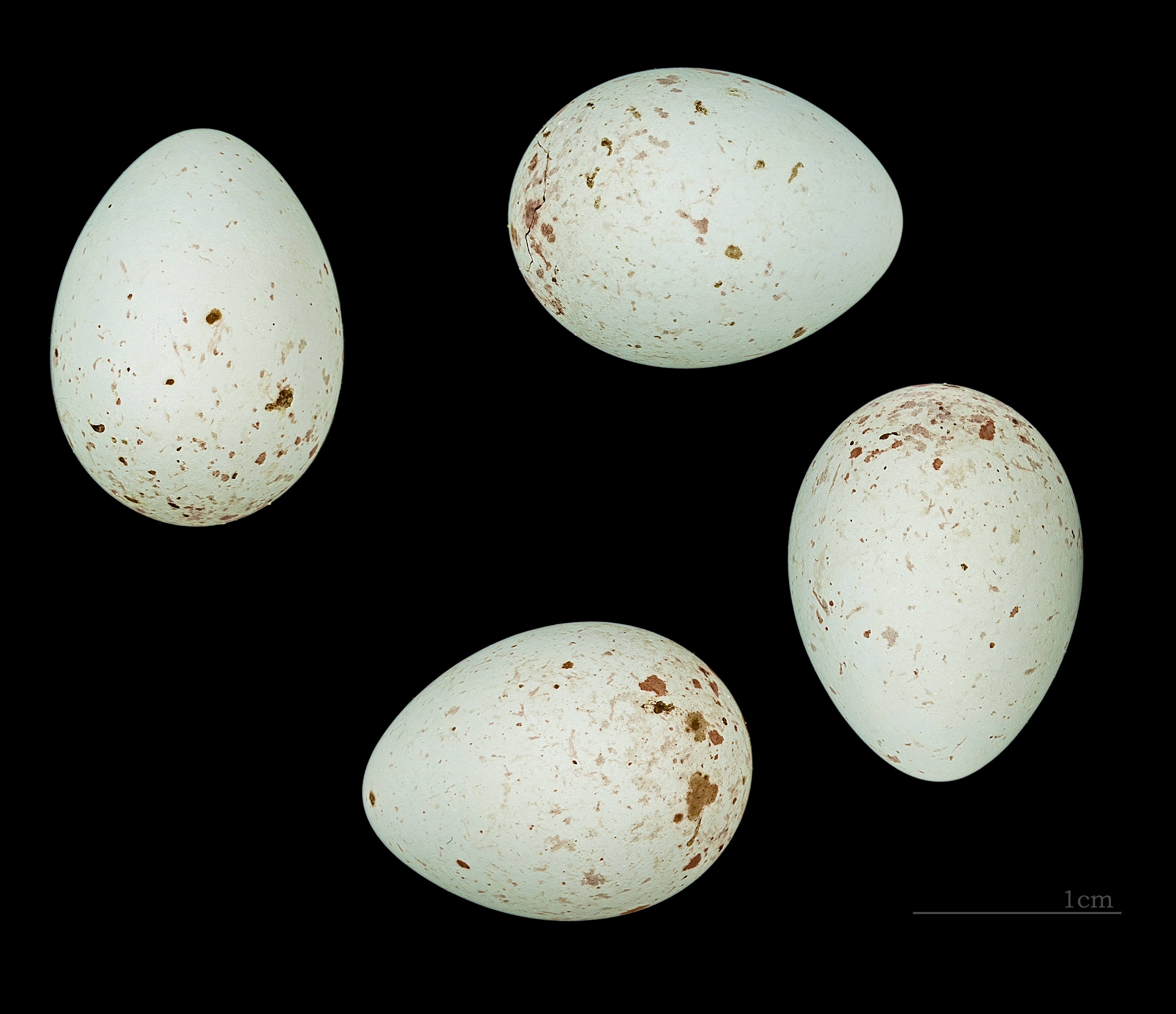
Carduelis carduelis carduelis

種子食性であり、アザミやナベナのような植物の種子を主に食べる。繁殖期にはヒナ向けのエサとして昆虫も捕食する。冬はエサ場によく姿を見せる。広葉樹の高い梢に営巣し、4-6個ほどの卵を産み11-14日程度抱卵する。
澄んだ美しい声でさえずることでよく知られている。鳴き声にツィリッ、ツィリッ、ツィリッという特徴的な三音節が含まれ、さえずりの中でもこのフレーズがしきりに入る。

## 亜種
大きく二つのグループに分類され、各グループがまた幾つかのレースに分類されている。分布の境界では両グループの中間を示す個体も見られるため C. c. caniceps は羽色が明らかに異なっているが、独立種として認められていない。
- Carduelis carduelis carduelis グループ

1. Carduelis carduelis balcanica ヨーロッパ南東部
2. Carduelis carduelis brevirostris クリミア半島、北コーカサス
3. Carduelis carduelis britannica イギリス諸島
4. Carduelis carduelis carduelis ヨーロッパ主要部、スカンジナビア半島
5. Carduelis carduelis loudoni 南コーカサス、イラン
6. Carduelis carduelis major 西シベリア
7. Carduelis carduelis niediecki 南西アジア、北東アフリカ
8. Carduelis carduelis parva 大西洋諸島、イベリア半島、北西アフリカ
9. Carduelis carduelis tschusii コルシカ島、サルジニア島、シシリー島

- Carduelis carduelis caniceps グループ

1. Carduelis carduelis caniceps 中央アジア南部
2. Carduelis carduelis paropanisi アフガニスタンからヒマラヤ山系西側にかけてと、天山山脈
3. Carduelis carduelis subulata 中央シベリア南部

なおリンネは当初本種を Fringilla 属に分類し、学名を Fringilla carduelis と名付けた。

## 人間との関係

### 愛玩鳥

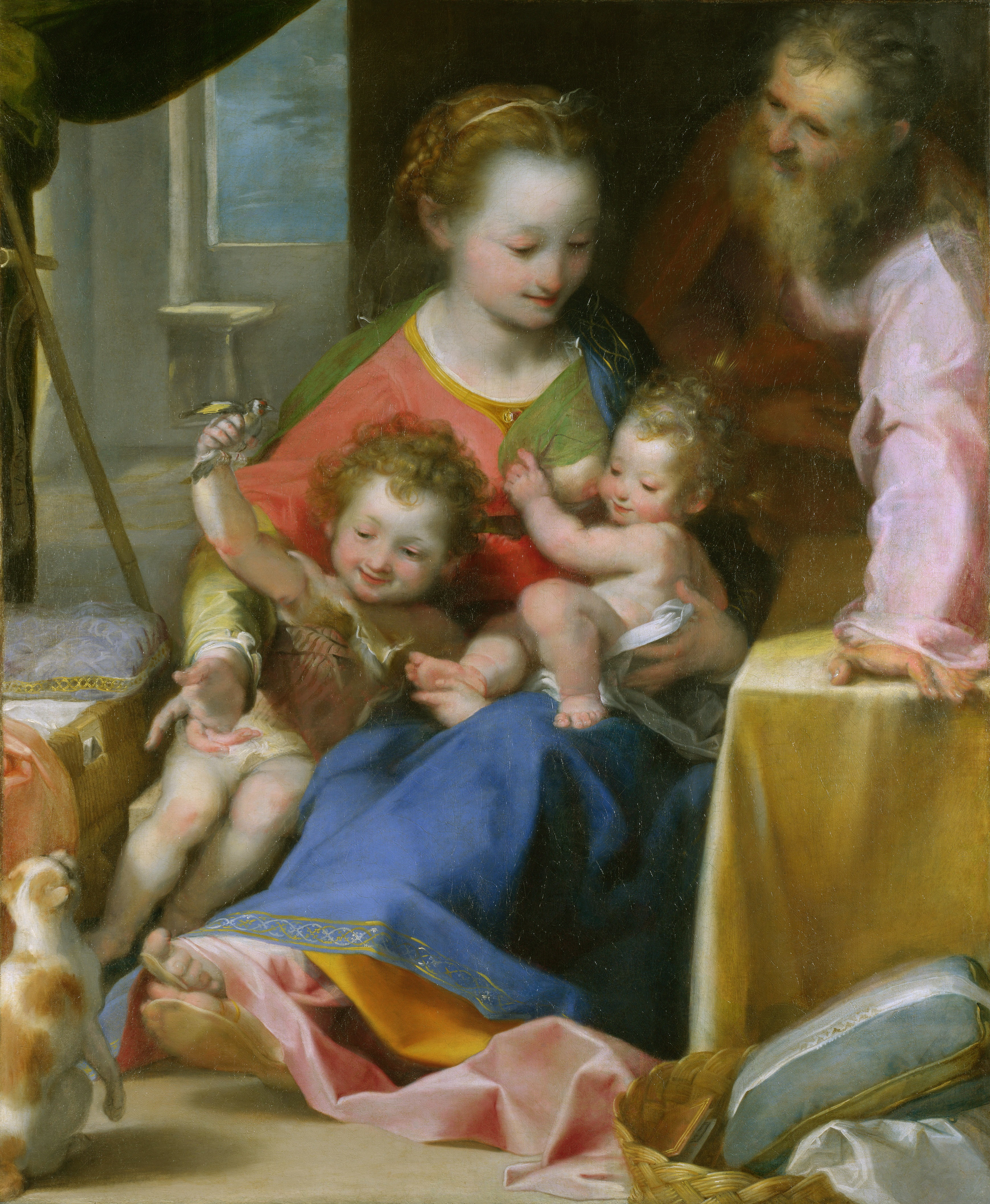
フェデリコ・バロッチ『猫の聖母』1574年-1577年 ナショナル・ギャラリー所蔵。

姿形がよく、さえずりが美しいので世界中で愛玩鳥として飼われている。本種のオスとカナリアのメスを掛け合わせ、ミュールと呼ばれるより美しいさえずりを奏でるオスの交雑種を得ることもよく行われ、しばしば期待通り両種のさえずりの長所をあわせもつ個体が得られることがある。こういった交雑個体は日本に輸入されており、カナリアなどと共に店頭で売られているが、日本ではハイブリッドと呼ばれている。本種そのものもかなりの数が輸入されている。

### 民俗
キリスト教において受難の象徴とされるアザミの種子を食べるので、本種もまた民間信仰においてキリストの受難の象徴に用いられ、茨の冠などと関連付けられた。絵画においては聖母子像に頻出し、幼子イエスと聖母マリアの迎える運命であるキリストの磔刑を暗示する。フェデリコ・バロッチの聖家族を描いた絵画では洗礼者ヨハネの掌中に本種が握られ、猫の興味をひかないようにその手は高くに掲げられている。チマ・ダ・コネリアーノの聖母子像では、本種が幼子イエスの手の中で羽ばたく様子が描かれている。本種はまた、忍耐と豊穣、継続の象徴としても用いられる。受難の象徴から転じてさらに本種は救世主を意味する鳥とも考えられ、罪悪や疫病の象徴であるハエとともに描かれた。これには主イエスがそういった厄災から救ってくださるようにとの、信者の願いが込められている。中世においては本種は疫病よけのお守りやまじないに用いられた。

### ゴシキヒワをモチーフにした作品
- アントニオ・ヴィヴァルディ作曲 フルート協奏曲 ニ長調 『五色ひわ』 RV.428

### ギャラリー

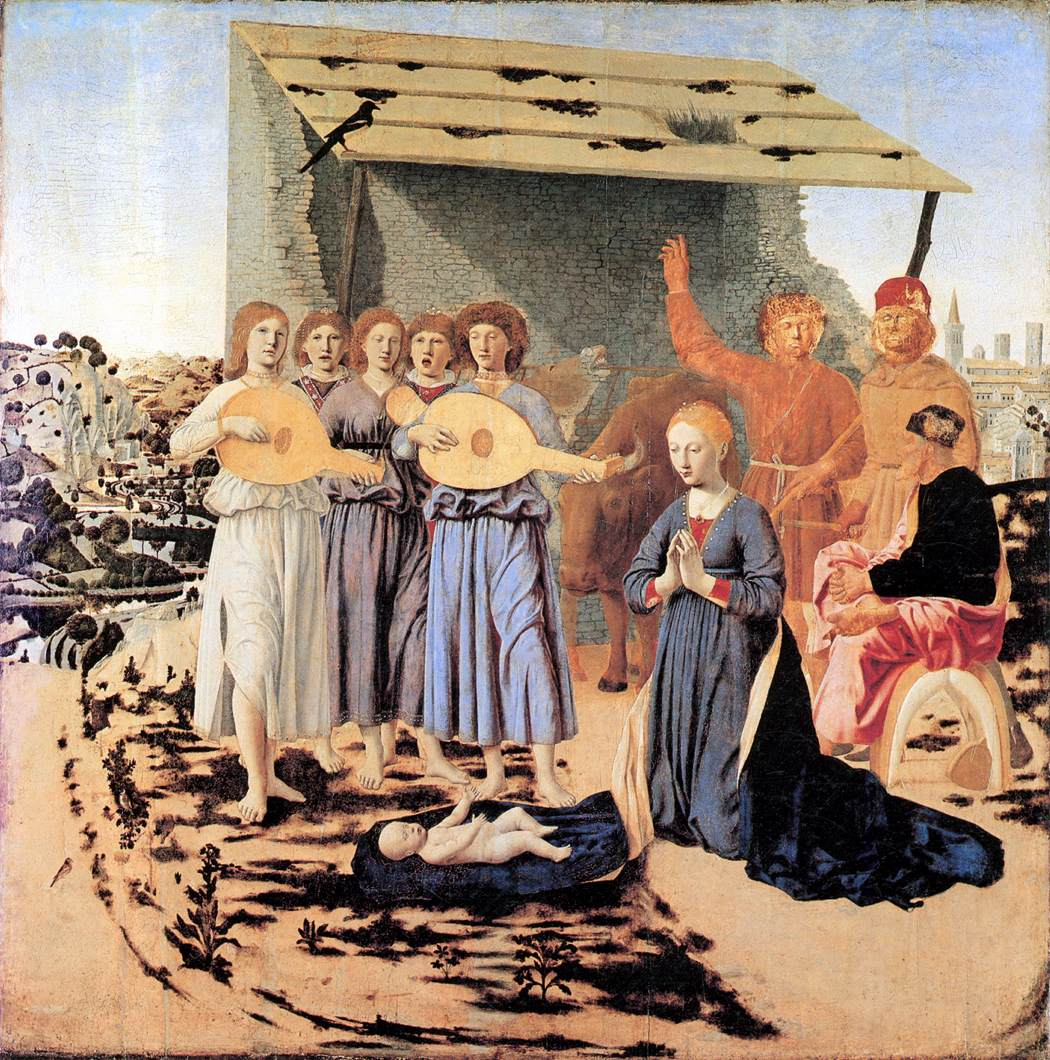
ピエロ・デラ・フランチェスカ『キリストの降誕』（1470年–1475年）。ゴシキヒワは左端の音楽家の足の左側の低木に描かれている。
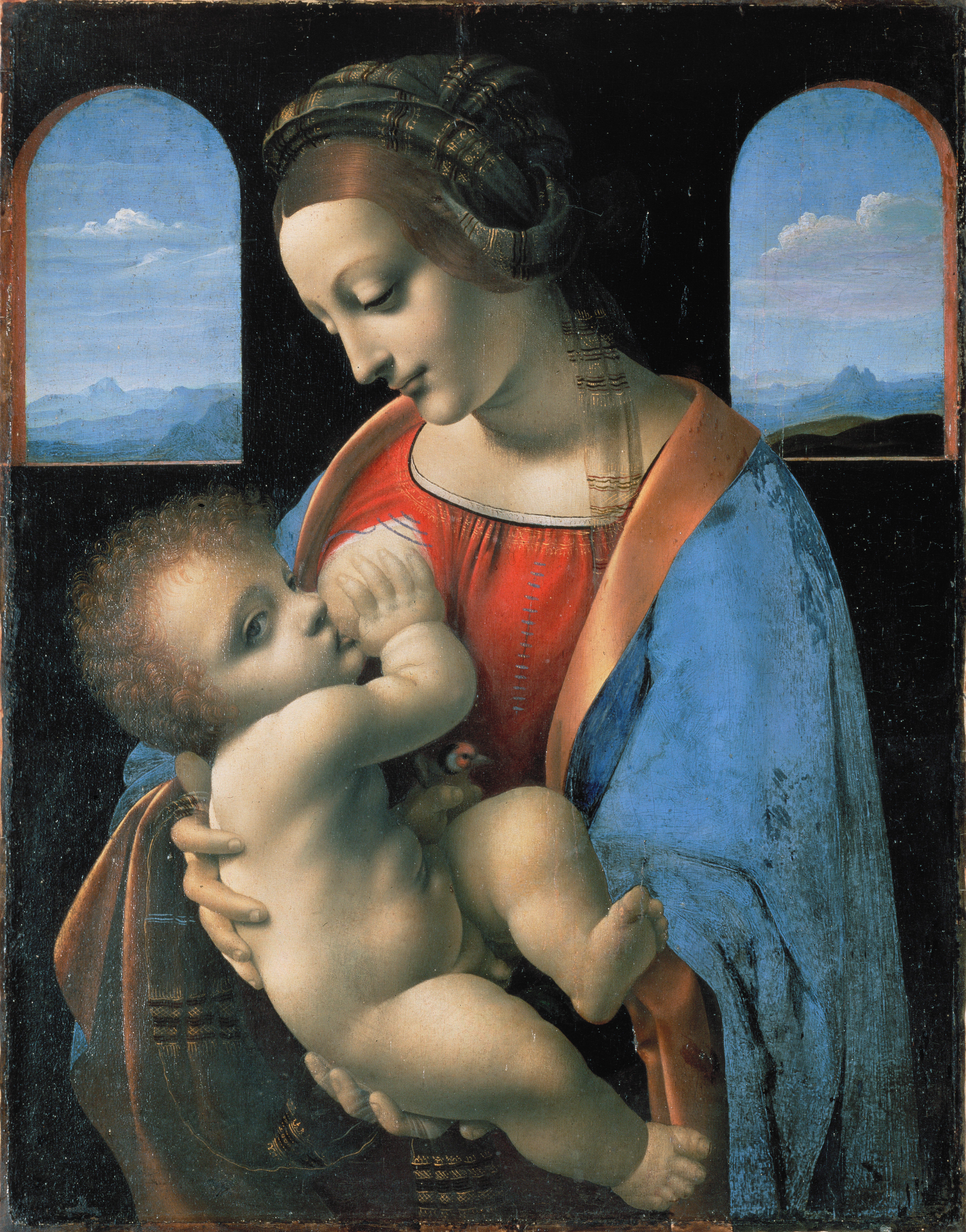
レオナルド・ダ・ヴィンチ『リッタの聖母』（1490年-1491年）。幼児キリストは左手にゴシキヒワを持っている。
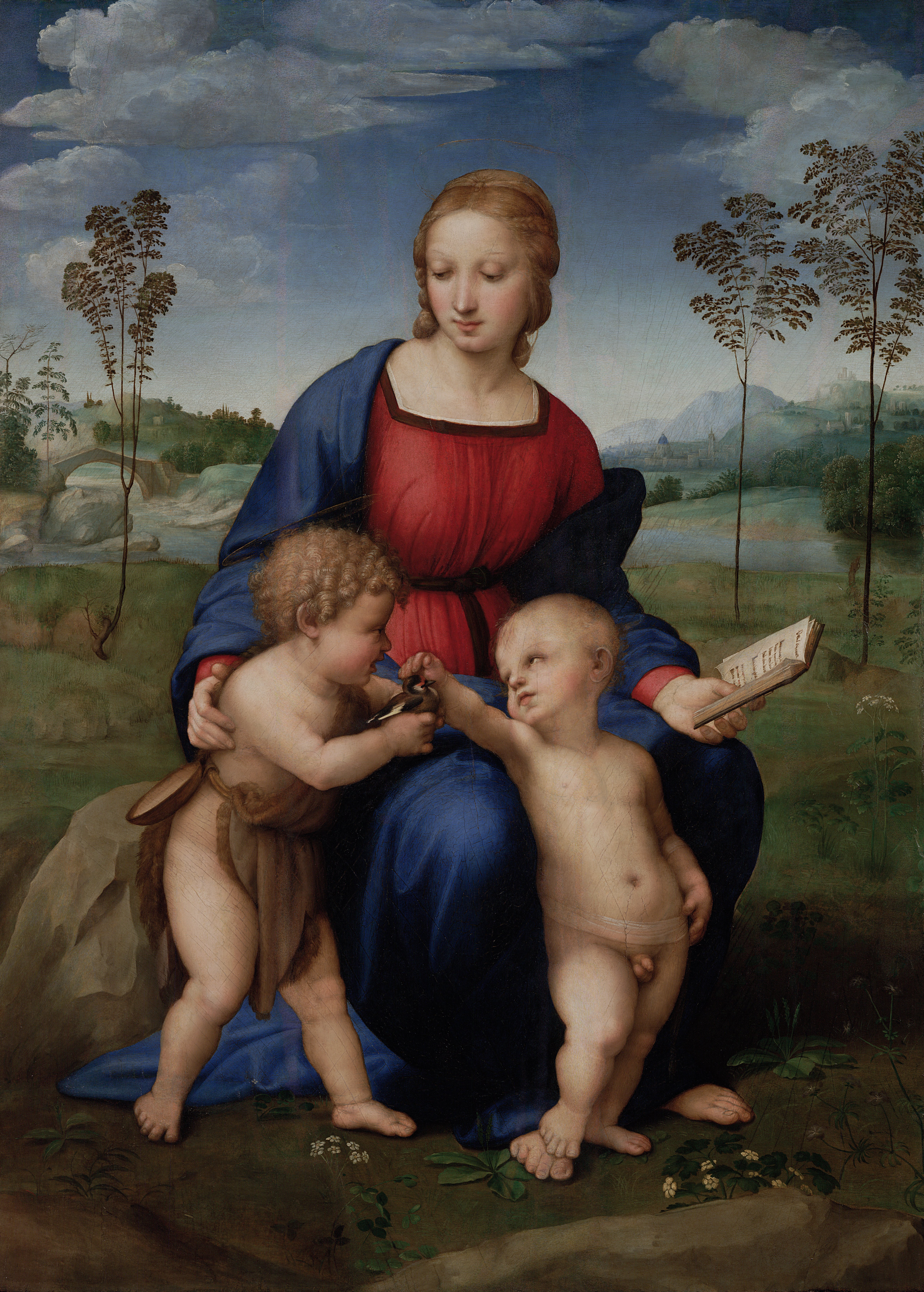
ラファエロ・サンツィオ『ヒワの聖母』（1505年–1506年）。
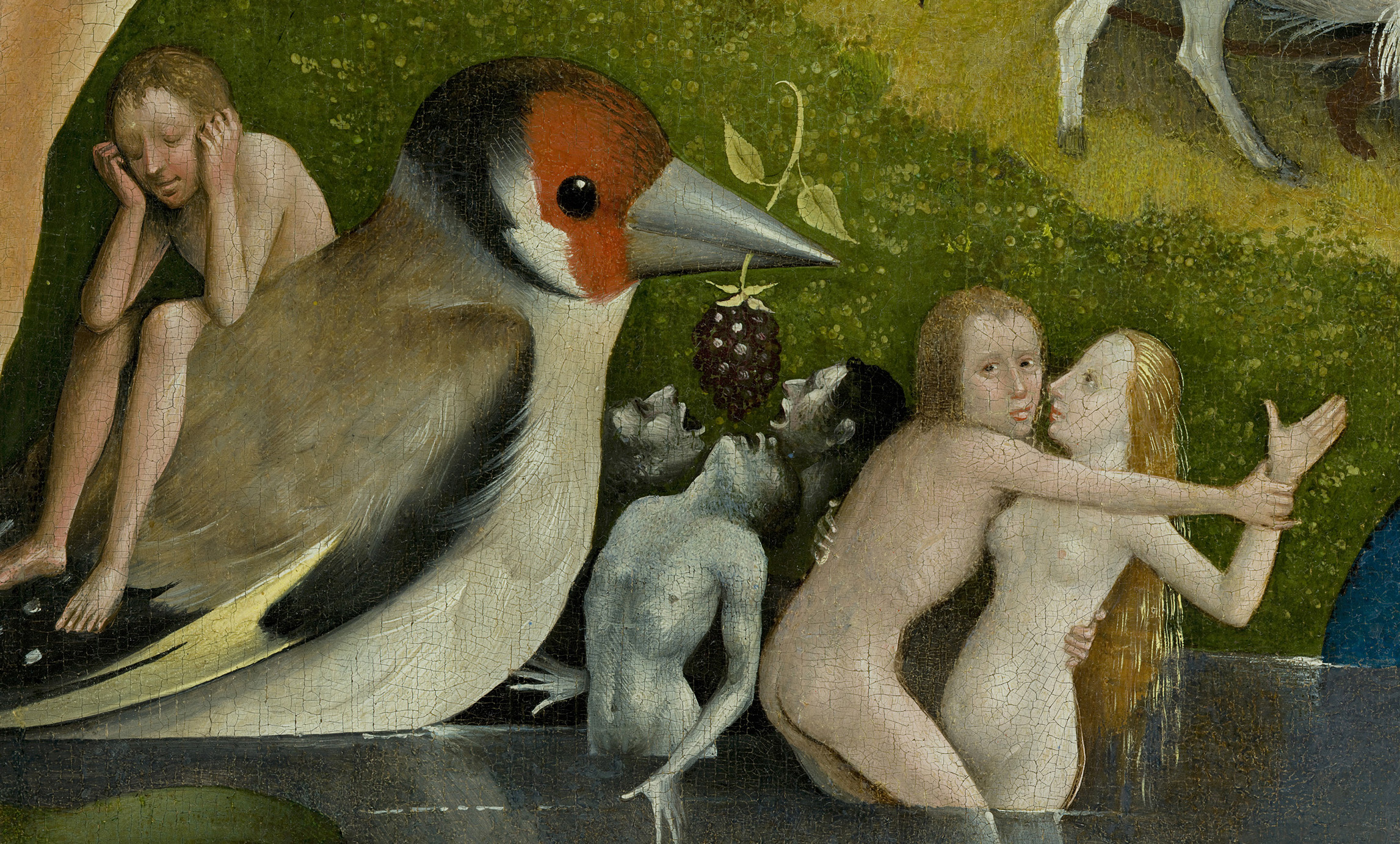
ヒエロニムス・ボッシュ『快楽の園』（1495年–1505年）のディテール。豊饒を象徴する巨大なゴシキヒワを描いている。
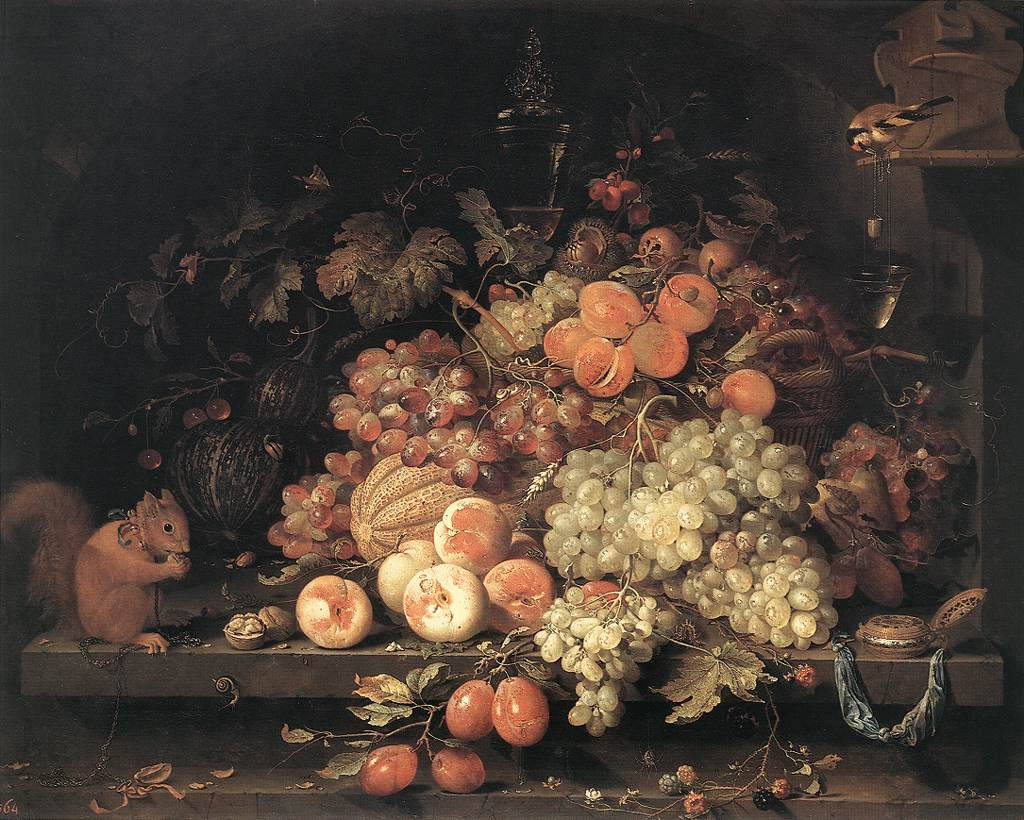
アブラハム・ミグノン『リスとゴシキヒワのいる果実の静物』（1668年頃）鳥の水を引く行動を描いている。
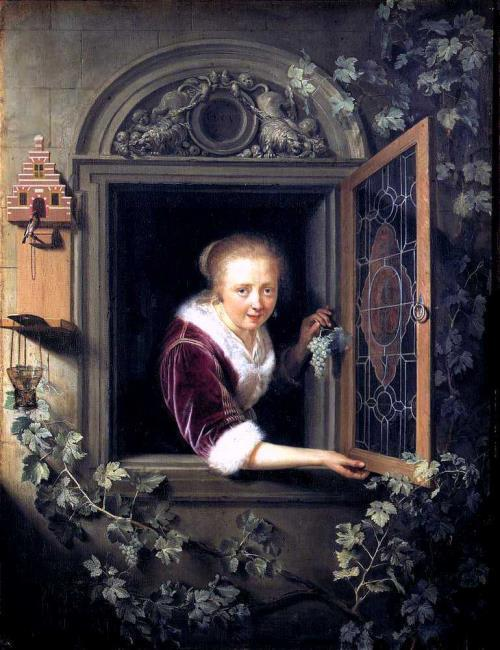
ヘラルト・ドウ『ブドウの房のある窓の少女』（1662年）。
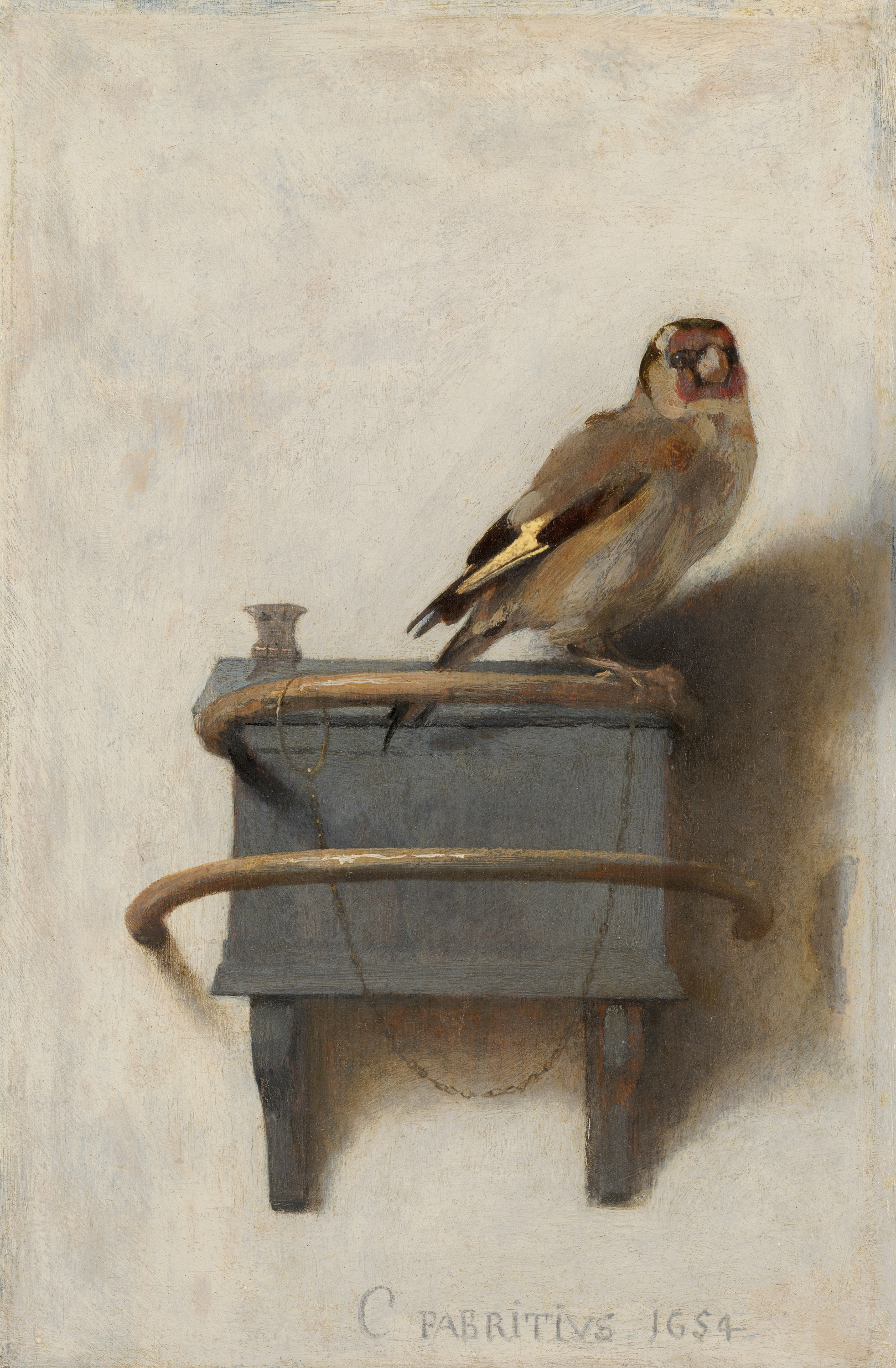
カレル・ファブリティウス 『ゴシキヒワ』（1654年）